# Les Ardillats
Les Ardillats é uma comuna francesa na região administrativa de Auvérnia-Ródano-Alpes, no departamento de Ródano. Estende-se por uma área de 23,1 km². Em 2010 a comuna tinha 631 habitantes (densidade: 27,3 hab./km²).